# Pedrinha
Pedro Ricardo Marques Pereira Monteiro, genannt Pedrinha (* 3. Mai 1978 in Marco de Canaveses, Portugal) ist ein ehemaliger portugiesischer Fußballspieler.
Die Karriere von Pedrinha begann im Jahr 1996 beim FC Penafiel in der zweiten portugiesischen Liga, der Segunda Divisão de Honra. Er spielte dort fünf Jahre, ehe er zum FC Paços de Ferreira in die Primeira Liga wechselte. Mit seiner Mannschaft musste er am Ende der Saison 2003/04 absteigen, schaffte aber den sofortigen Wiederaufstieg. Pedrinha stand achteinhalb Jahre beim FC Paços de Ferreira unter Vertrag und hatte meist einen Stammplatz in der Abwehr inne.
Anfang 2010 verließ er den Klub und wechselte zum bulgarischen Erstligisten FC Tschernomorez Burgas. Dort blieb er bis zum Jahr 2011, als er wieder zum FC Penafiel zurückkehrte. In der Saison 2012/13 kam er dort kaum noch zum Einsatz und beendete seine Laufbahn.